# 子麟
子麟，明州（今浙江宁波）人，五代时期吴越国高僧，远航朝鲜半岛传播佛教，是见于记载的第一人。

## 生平
五代后唐清泰二年（935年），吴越国王钱元瓘诏派子麟以“僧使”的身份由海路远赴高丽、百济（今朝鲜半岛韩国、朝鲜）传播佛教（天台宗），并搜求失佚的佛经。子麟的“弘法”得到高丽国王重视和支持，特诏他在高丽王宫说法，受到赞誉。后高丽遣使李仁日，护送子麟经海路返回明州，是历史上高丽使节首次抵达明州。
子麟将收集的佛经存于明州城内的寿昌寺（今仅存宁波市开明街三角地寿昌巷），整理注疏。日后高丽派使团访明州，子麟均任向导和陪同。